# Köla socken
Köla socken i Värmland ingick i Jösse härad, ingår sedan 1971 i Eda kommun och motsvarar från 2016 Köla distrikt.
Socknens areal är 239,90 kvadratkilometer varav 212,38 land. År 2000 fanns här 1 331 invånare. Adolfsfors bruk samt kyrkbyn Köla med sockenkyrkan Köla kyrka ligger i socknen.   

## Geografi
Köla socken ligger nordväst om Arvika vid gränsen mot Norge och kring Kölaälven samt sjöarna Hugn och Ränken. Socknen har viss odlingsbygd i ådalarna och vid sjöarna och är i övrigt en kuperad sjö- och mossrik skogsbygd

## Historia
Från bronsåldern finns gravrösen. Från järnåldern finns fem mindre gravfält. En offerkälla finns vid Bålstad. Senast på 1200-talet var området kristnat med stiftandet av socknar i området men kyrkor fanns troligen i privat ägo sedan långt tidigare. Enligt traditionen ska kyrkor i både Eda och Köla ha uppförts redan år 1024 som svar på Mostertingets beslut samma år. Adam av Bremen uppger att Värmlänningarna kristnades år 1070.

### Industri
År 1744 anlades järnbruk i Köla under namnet Adolfsfors och järnbruket expanderades senare till Nore.

### Administrativ historik
Vid kommunreformen 1862 övergick socknens ansvar för de kyrkliga frågorna till Köla församling och för de borgerliga frågorna bildades Köla landskommun. Landskommunen uppgick 1971 i Eda kommun.
1 januari 2016 inrättades distriktet Köla, med samma omfattning som församlingen hade 1999/2000.
Socknen har tillhört län, fögderier, tingslag och domsagor enligt vad som beskrivs i artikeln Jösse härad. De indelta soldaterna tillhörde Värmlands regemente och Jösse kompani.

## Namnet
Namnet skrevs 1379 Kyöl och innehåller köl, 'höglänt (skogs)mark' med oklar syftning. Förr även Kölen eller Köln. Namnet Kelen finns markerat på Olaus Magnus Carta Marina från 1539.

## Befolkningsutveckling
| Befolkningsutvecklingen i Köla socken 1750–1990                                                          | Befolkningsutvecklingen i Köla socken 1750–1990 | Befolkningsutvecklingen i Köla socken 1750–1990 | Befolkningsutvecklingen i Köla socken 1750–1990 | Befolkningsutvecklingen i Köla socken 1750–1990 |
| --- | ----------------------------------------------- | ----------------------------------------------- | ----------------------------------------------- | ----------------------------------------------- |
| |                                                 |                                                 |                                                 |                                                 |
| År |                                                 |                                                 | Folkmängd                                       |                                                 |
| 1750 | 1750                                            |                                                 | 1 068                                           |                                                 |
| 1760 | 1760                                            |                                                 | 1 303                                           |                                                 |
| 1769 | 1769                                            |                                                 | 1 386                                           |                                                 |
| 1780 | 1780                                            |                                                 | 1 375                                           |                                                 |
| 1790 | 1790                                            |                                                 | 1 485                                           |                                                 |
| 1800 | 1800                                            |                                                 | 1 733                                           |                                                 |
| 1810 | 1810                                            |                                                 | 1 780                                           |                                                 |
| 1820 | 1820                                            |                                                 | 2 052                                           |                                                 |
| 1830 | 1830                                            |                                                 | 2 481                                           |                                                 |
| 1840 | 1840                                            |                                                 | 2 654                                           |                                                 |
| 1850 | 1850                                            |                                                 | 3 041                                           |                                                 |
| 1860 | 1860                                            |                                                 | 3 381                                           |                                                 |
| 1870 | 1870                                            |                                                 | 3 176                                           |                                                 |
| 1880 | 1880                                            |                                                 | 3 056                                           |                                                 |
| 1890 | 1890                                            |                                                 | 2 769                                           |                                                 |
| 1900 | 1900                                            |                                                 | 2 711                                           |                                                 |
| 1910 | 1910                                            |                                                 | 2 520                                           |                                                 |
| 1920 | 1920                                            |                                                 | 2 493                                           |                                                 |
| 1930 | 1930                                            |                                                 | 2 475                                           |                                                 |
| 1940 | 1940                                            |                                                 | 2 417                                           |                                                 |
| 1950 | 1950                                            |                                                 | 2 260                                           |                                                 |
| 1960 | 1960                                            |                                                 | 1 996                                           |                                                 |
| 1970 | 1970                                            |                                                 | 1 633                                           |                                                 |
| 1980 | 1980                                            |                                                 | 1 546                                           |                                                 |
| 1990 | 1990                                            |                                                 | 1 523                                           |                                                 |
| Anm: Källor: Umeå universitet - Tabellverket 1749-1859, Demografiska databasen, CEDAR, Umeå universitet. |                                                 |                                                 |                                                 |                                                 |